# パルカニ (トランスニストリア)
パルカニ (ルーマニア語: Parcani; ブルガリア語: Паркани, Parkani; ウクライナ語: Паркани, Parkany; ロシア語: Парка́ны, Parkany) は、国際的にはモルドバの領域内と認識されているが、事実上は独立を宣言している自称「沿ドニエストル共和国」が実効支配しているスロボゼヤ地区にある規模が大きいコムーナであり村でもある。村の人口は約10,500人で、95%が民族的にブルガリア人（ベッサラビア・ブルガリア人）である。

## パルカニの起源
パルカニの歴史は、フランス人の政治家で将校だったアルマン・エマニュエル・ド・ヴィニュロー・デュ・プレシ（リシュリュー公爵）が、19世紀初頭にノヴォロシアの総督に任命された時から始まる。リシュリュー公がニストル川（ドニエストル川）を渡るときに、河岸沿いの未開拓地を見て新しい集落に最適な場所だと気づき、広く入植者を募ったのだった。1806年には最初のブルガリア人入植者が村に移り住んだ。

## ブルガリア人多数派の村
いくつかの情報源によると、ブルガリア国境外では最大のブルガリア人が多数派の村であるという。
2008年にはブルガリアの国民的英雄であるヴァシル・レフスキの記念碑が除幕された。

## 交通
村はティラスポリとベンデルの間に位置しており、二つの市を結ぶトロリーバスが村を通る。